# Hérin
Hérin är en kommun i departementet Nord i regionen Hauts-de-France i norra Frankrike. Kommunen ligger i kantonen Valenciennes-Sud som tillhör arrondissementet Valenciennes. År 2022 hade Hérin 4 176 invånare.

## Befolkningsutveckling
Antalet invånare i kommunen Hérin
| Referens: INSEE |